# Армянская епархия Константинополя
Константинопольская (Стамбульская) епархия Константинопольского патриархата Армянской Апостольской церкви (арм. Հայ Առաքելական եկեղեցու Կոնստանդնուպոլսի պատրիարքության Կոնստանդնուպոլսի թեմ) — упразднённая епархия патриарха Армянской Апостольской церкви в составе Константинопольского патриархата.

## История
В 1911 году в юрисдикцию Константинопольской епархии входила территория Стамбульского вилайета Османской империи.
По данным на 1911 год количество верующих данной епархии Армянской Апостольской церкви — 150 000, число общин (сельских и городских) — 38, а количество церквей — 43, а также последователей Армянской Католической церкви на территории данной епархии — 10 000 и армян-протестантов  — 10 000 человек.